# 싸자현

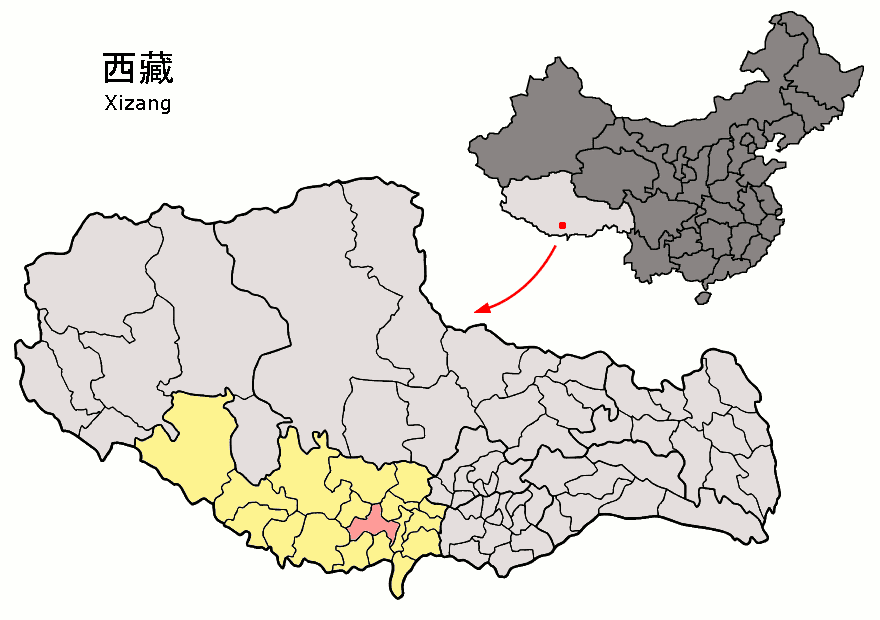
싸꺄 현의 위치

싸자현(티베트어: ས་སྐྱ་རྫོང་ 싸꺄 종, 중국어: 萨迦县, 병음: Sàjiā Xiàn)은 티베트 자치구 르카쩌 지구의 현급 행정구역이다. 넓이는 6400km2이고, 인구는 2007년 기준으로 50,000명이다. 티베트 불교 사캬파의 본산인 사캬 사원(ས་སྐྱ་དགོན་པ།, 싸꺄 괸빠)이 위치해 있다.

## 지리
연평균 기온은 0℃, 연평균 강수량은 350mm, 무상일수는 110일이다.

## 행정 구역
2개 진, 9개 향을 관할한다.
- 진: 萨迦镇, 吉定镇.
- 향: 木拉乡, 查荣乡, 拉洛乡, 赛乡, 扯休乡, 扎西岗乡, 雄玛乡, 麻布加乡, 雄麦乡.

싸자현
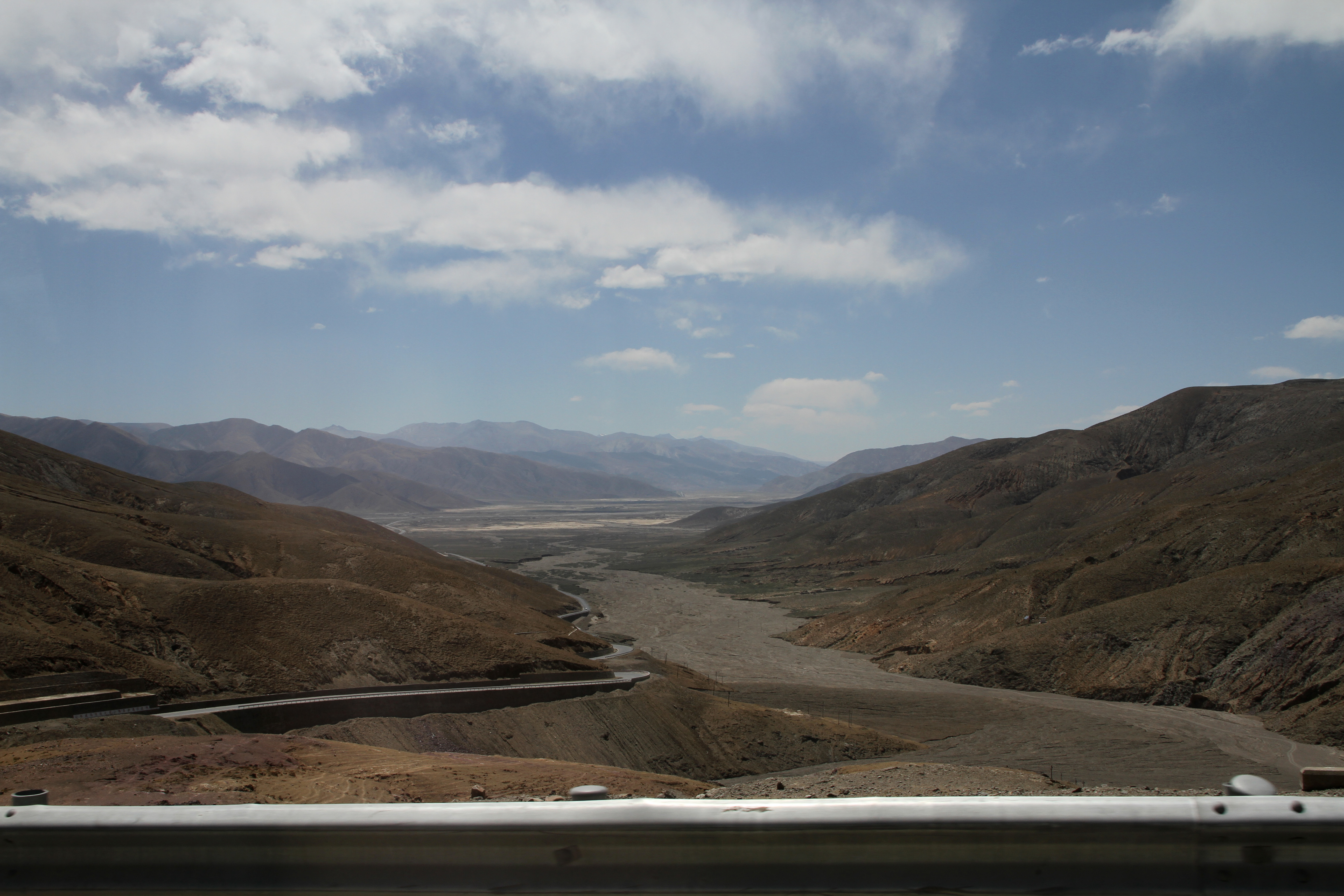
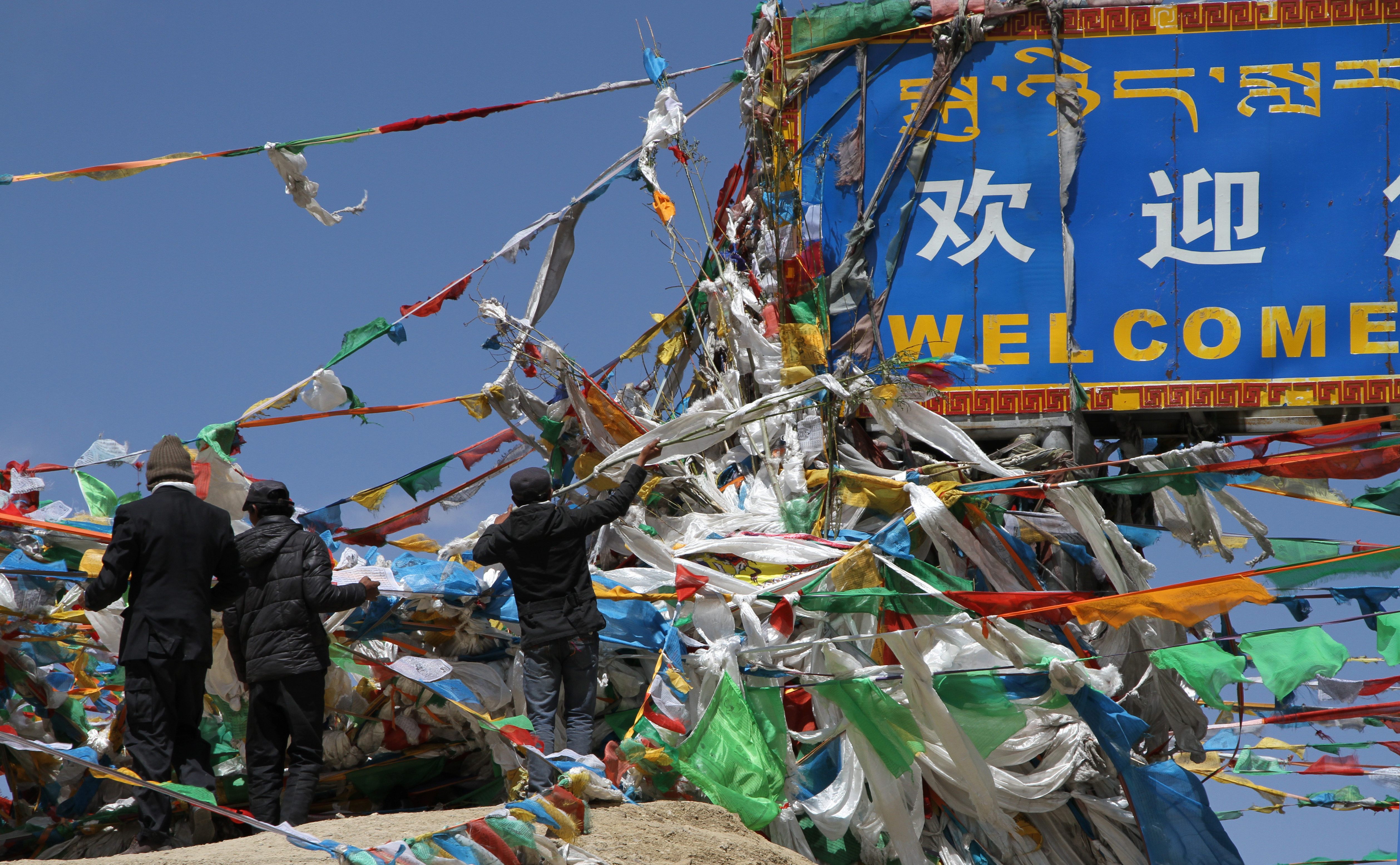
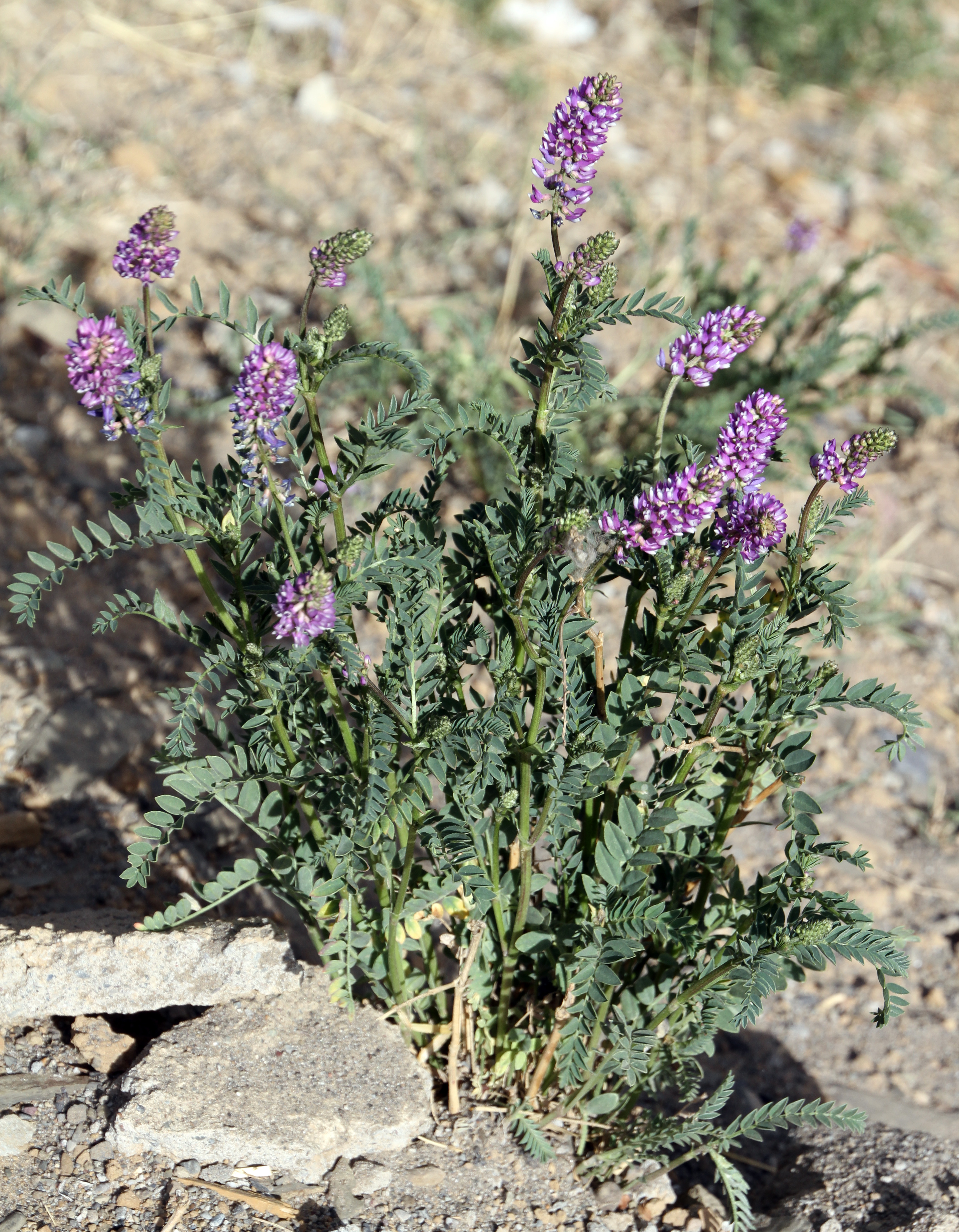
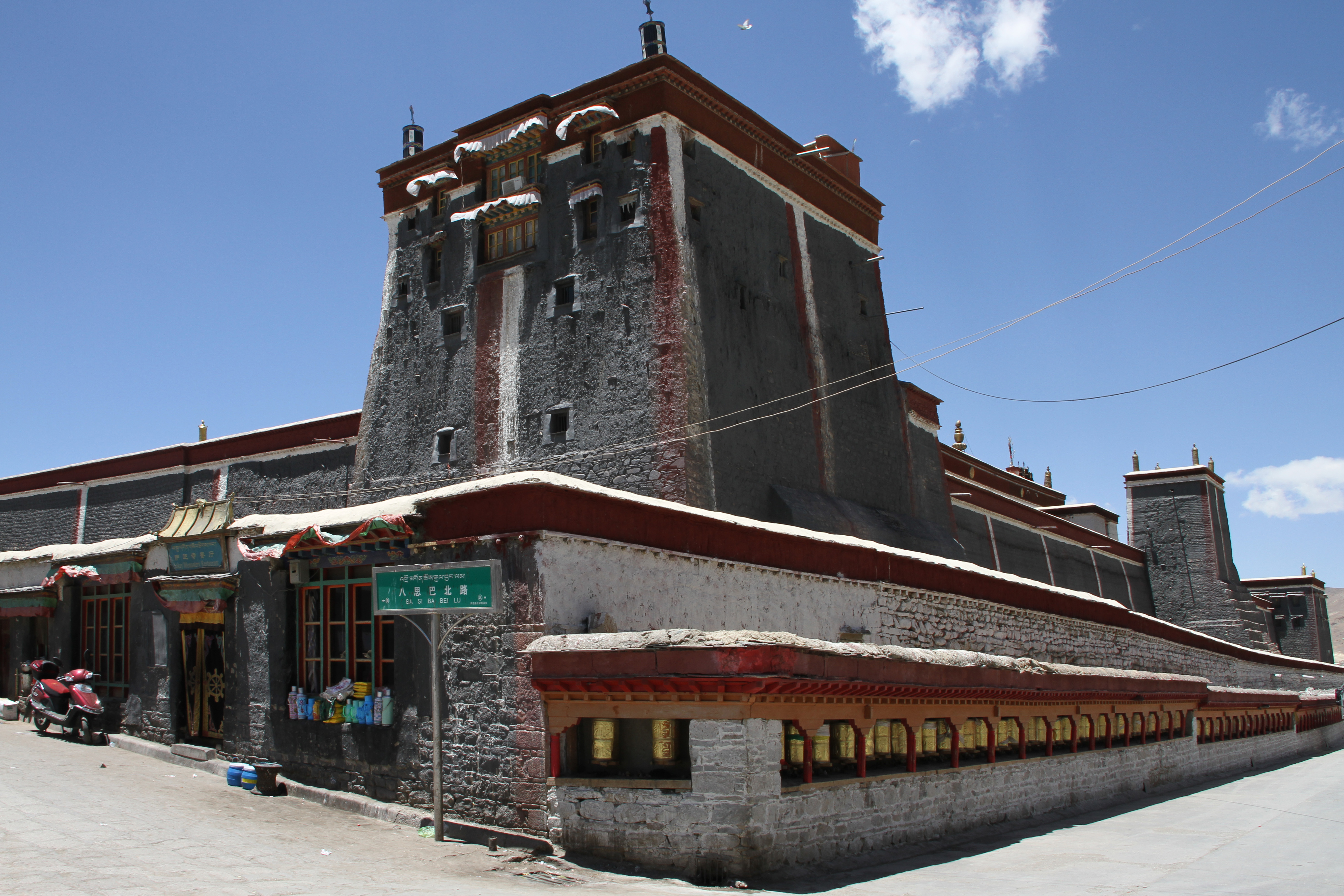
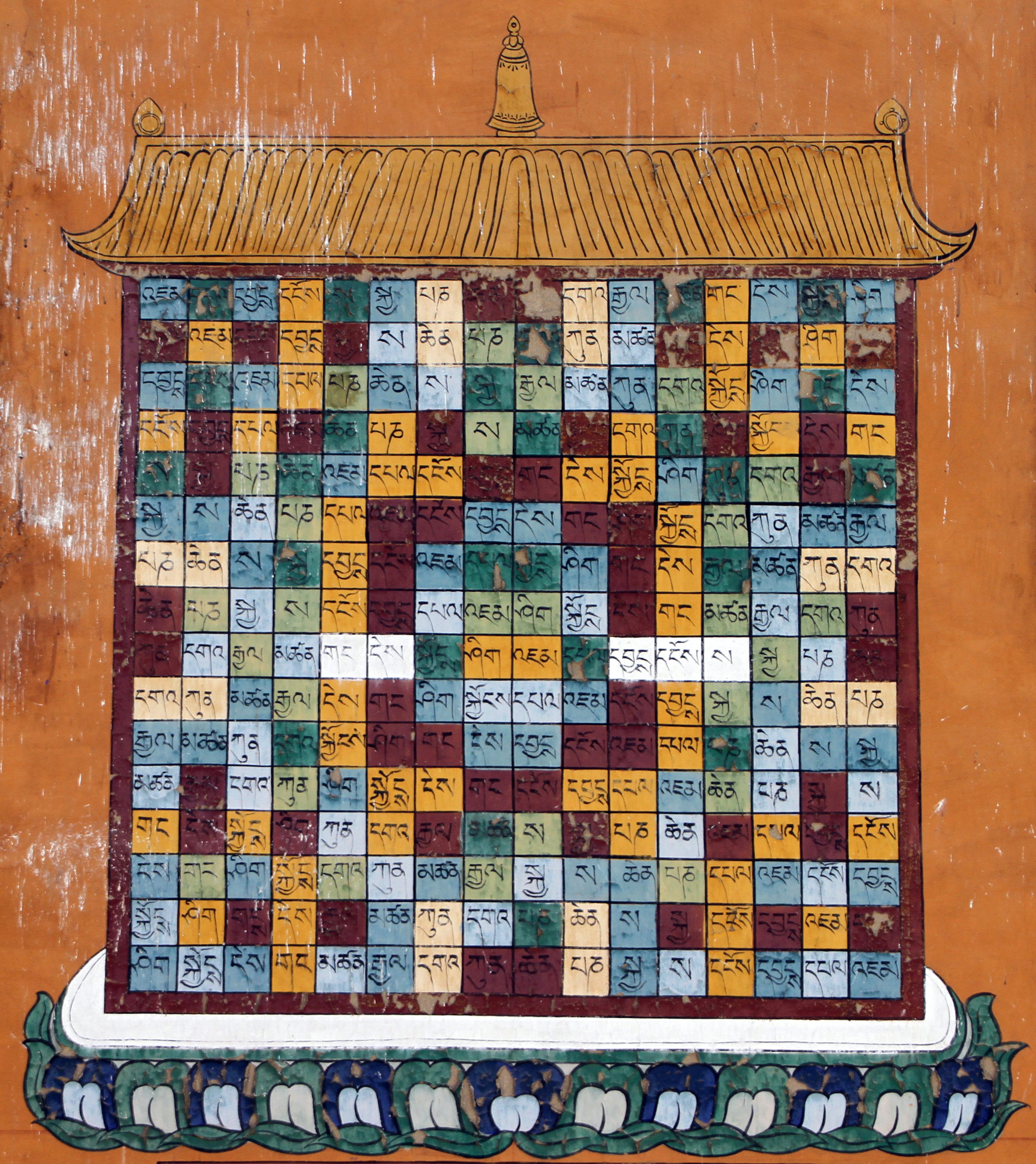
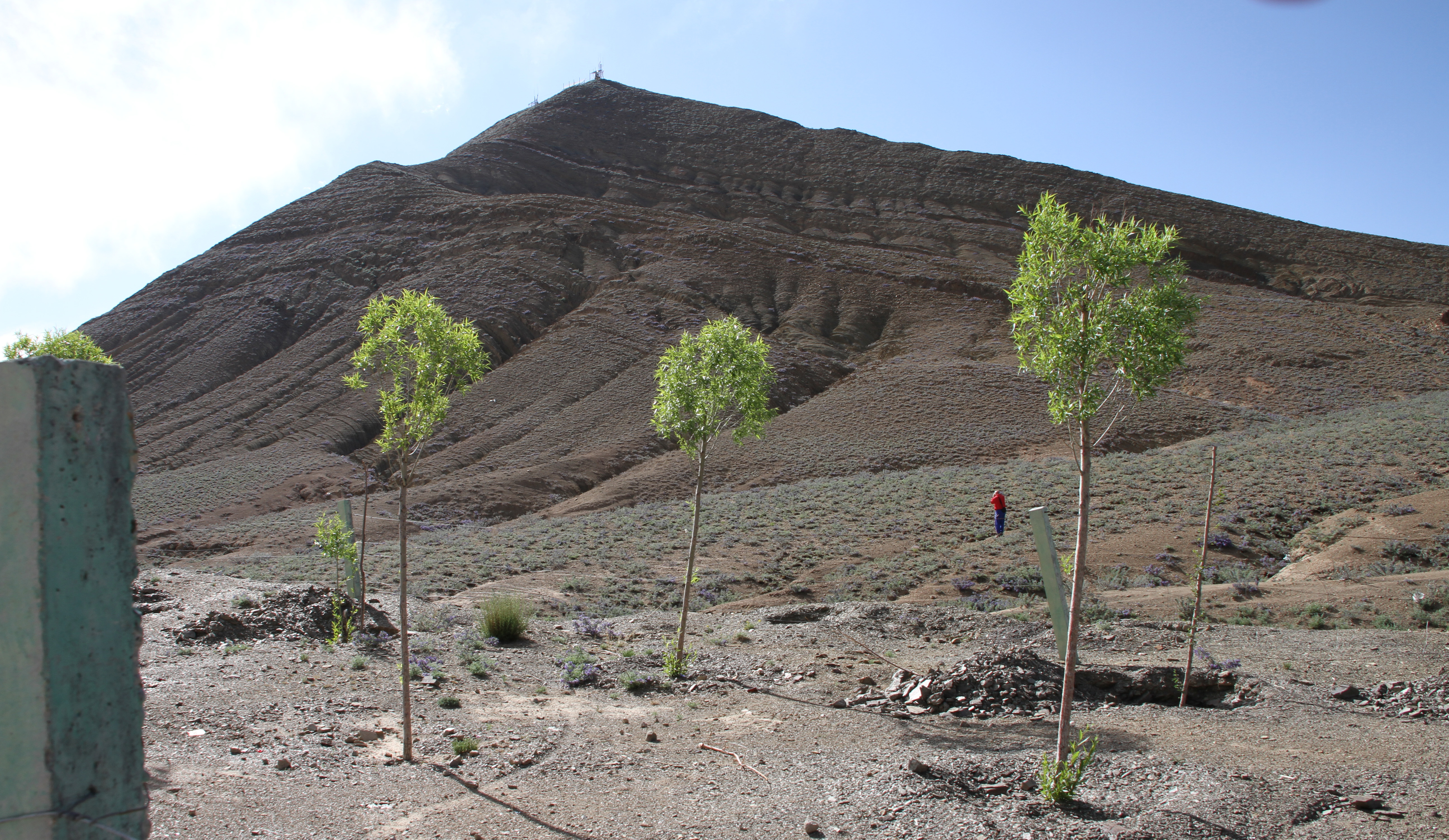